# Vorbergs Hügel
Vorbergs Hügel ist ein 1994 ausgewiesenes, 311,62 ha großes Naturschutzgebiet im Nordwesten der westfälischen Stadt Münster. Der namensgebende Vorbergshügel (99,4 m ü. NHN) und der nordwestlich benachbarte Mühlenberg (97,9 m ü. NHN) erheben sich rund 40 Meter über das Stadtgebiet und bilden dessen höchste Erhebungen.
Kerngebiet des Naturschutzgebietes ist der knapp 4 km lange, südöstlichste Abschnitt des weiter nordwestlich bis 119 m ü. NHN hohen Altenberger Rückens, der weniger durch geologische oder orographische Besonderheiten als vielmehr durch die Stadtgrenze separiert wird. Man nennt diesen Abschnitt nach dem Ortsteil Nienberge, nördlich dessen der Altenberger Rücken ausläuft, auch Nienberger Höhen.

## Lage im Stadtgebiet
Vorbergs Hügel beginnen westlich von Kinderhaus und enden an der Stadtgrenze, von wo sich der Altenberger Höhenrücken nahtlos nach Nordwesten weiter erstreckt. An der südlichen Seite befindet sich der Stadtteil Nienberge, an der nördlichen Seite Häger.
Insgesamt lässt sich die Teil-Hügelkette ihrerseits in vier Teile einteilen. Der nordöstlichste Teil ist der Mühlenberg mit 97,9 m ü. NHN.
Den zweiten Teil bildet der namensgebende Vorbergshügel, der 98,8 m ü. NHN hoch und gleichzeitig auch die bekannteste Erhebung der Kette ist. Durch seine nahe Lage zum Stadtteil Nienberge durchziehen eine Reihe von kleineren Wege diesen Teil.
Der dritte Abschnitt, der Hägerfelder Teil, erreicht eine Höhe bis zu 95,2 m ü. NHN. Er wird im Osten durch die Autobahn A 1 begrenzt.
Als letzter und vierter Teil kann man den Wilbrenniger Teil nennen. Er ist nur noch als eine Art Vorstufe zu den eigentlichen Hügeln erkennbar. Durch die nahe Lage zum Stadtteil Kinderhaus ist  dieser Teil bei Freizeitsportlern sehr beliebt.

## Vegetation
Vorbergs Hügel sind das bedeutsamste Waldgebiet im Norden Münsters. Laubwald dominiert die Hügelkette, die Kuppen sind mit Wald bedeckt. Typisch sind Hecken und heckenartige Vegetationskulturen, die sich ebenfalls durch die Hügellandschaft erstrecken. An wenigen Stellen werden Vorbergs Hügel durch Felder unterbrochen. So sind die Hügel ein typischer Teil der münsterländischen Parklandschaft.
In der Hügelkette haben seltene Pflanzen ihren Lebensraum darunter Sommerwurz und Bärlauch, Bärenschote, Wiesensilge und Hirse-Segge. 47 Pflanzen, die auf der roten Liste gefährdeter Arten stehen, kommen in der Hügelkette vor. Dies war unter anderem ein Grund dafür, dass Vorbergs Hügel 1998 als Naturschutzgebiet ausgewiesen wurden.

## Fauna
Nicht nur seltene Pflanzen, auch seltene Tiere und Insekten leben bis heute in Vorbergs Hügeln. Vor allem die Kleine Pechlibelle und der Nördliche Kammmolch leben in einigen kleineren Gewässern der Hügelkette. Laut NABU leben 21 Brutvogel-, drei Libellen-, zwei Amphibien- und zwei Heuschreckenarten, die auf der Roten Liste stehen, dort.

## Das Naturschutzgebiet Vorbergs Hügel

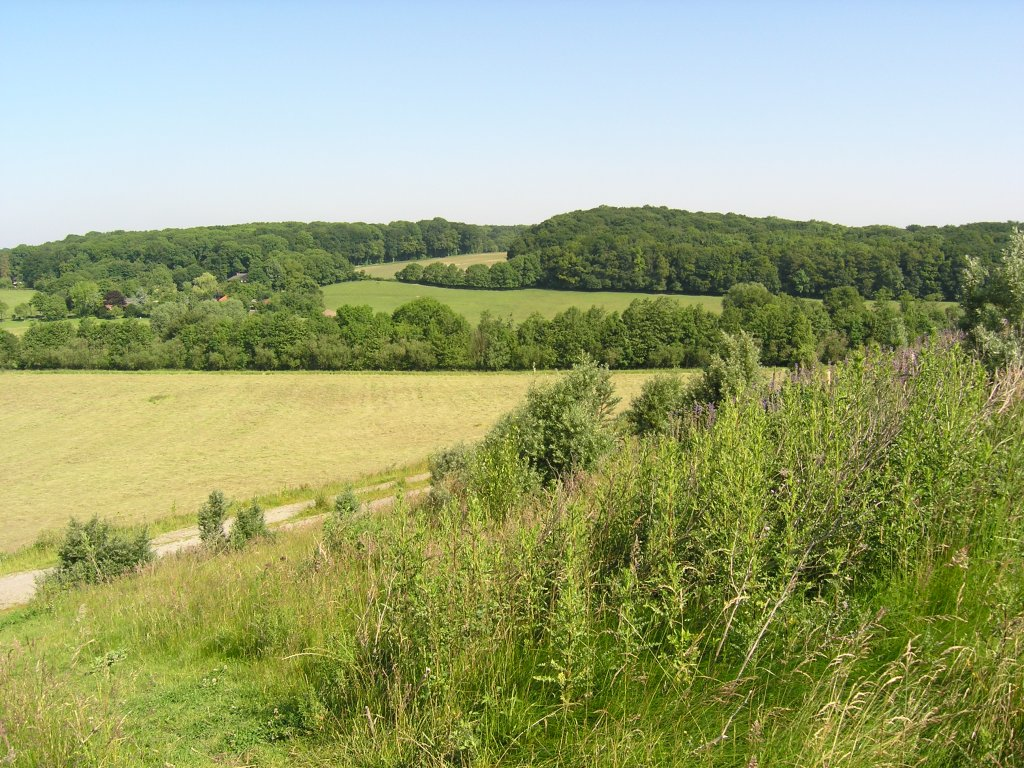
Blick auf Vorbergshügel, vom Lärmschutzwall der Autobahn aus.

In den 1990er Jahren setzte sich insbesondere der NABU für das Naturschutzgebiet Vorbergs Hügel ein. Dennoch wurde immer wieder der Zustand der Hecken in der Hügelkette kritisiert, woraufhin im Jahr 2004 verschiedene Maßnahmen durchgeführt wurden, die die Qualität des Naturschutzgebietes steigern sollten. Dadurch hat auch die Bedeutung als Naherholungsgebiet zugenommen.

## Naherholungsraum
Die Hügelkette ist ein von Radfahrern und Joggern viel genutztes Naherholungsgebiet. Eine Reihe von zumeist geschotterten Wegen und verschlungenen Pfaden durchzieht die Hügelkette. Zwischen Kinderhaus und Nienberge führt eine Route der Radregion Münsterland in das Naturschutzgebiet.